# Jiří Wolker
Jiří Wolker (Prostějov, 1900. március 29. – Prostějov, 1924. január 3.) cseh költő, újságíró, drámaíró.
Szülővárosában járt gimnáziumba, majd jogot tanult Prágában. A szünidőket gyakran töltötte a nagyszüleinél Svatý Kopeček-ben, a házon azóta emlékplakett van.
Jiří Wolker egy banki alkalmazott fiaként született egy patrícius családban Prostějovban. Már fiatal korában nemcsak irodalmi, hanem művészeti és zenei tehetséget is mutatott. A nyaralásokat a nagyszüleinél töltötte Svatý Kopečeken, Olomouc közelében, akik keresztet állíttattak a hegyen születése alkalmából, hálájuk kifejezéséül. Svatý Kopeček egy ismert vers címe is, amely a híres "Vendég a háznál" (1921) című kötetet kíséri.
1919-től jogot tanult Prágában, és egy évig F. X. Šalda és Z. Nejedlý előadásaira is járt. Lelkes résztvevője volt a prágai irodalmi mozgalomnak, és 1922-1923-ban a Devětsil művészeti társulás fontos tagja volt. 1922-ben jelent meg második verseskötete, A nehéz óra. Munkássága proletár költészetként sorolható, amelynek legismertebb képviselője volt. 1923 áprilisában tüdőbetegséget diagnosztizáltak nála – tuberkulózist, amelyet a tenger mellett és a Magas-Tátrában kezeltek, végül fiatalon, 24 éves korában elhunyt. Wolker utolsó versei voltak a sírfeliratai is: "Itt nyugszik Jiří Wolker, a költő, aki szerette a világot, és harcba indult annak igazságáért. Mielőtt szívét a harcra adhatta volna, fiatalon, huszonnégy évesen halt meg."
Tuberkulózisban halt meg; mindössze 24 évet élt. Hatása jelentős volt a cseh költészetre. Magyarul többek közt József Attila és Weöres Sándor fordította.

## Kötetei
- Host do domu – L'ospite in casa, del 1921
- Proletářské umění – del 1922
- Těžká hodina – Ora difficile, del 1922
- Tři hry – atto in tre drammi: Ospedale, Tomba e Il sacrificio più grande, del 1923
- Do boje, lásko, leť

Az Úristen egyszer eljött a portámra

Vállán koldustarisznya, gúnyája: folt hátán folt,

szénában aludt bizonyára,

mert mint nyáron a rét, olyan illatos volt.

Megállt a küszöbön és alamizsnát kért.

...

Zádor András fordítása

## Magyarul
- A kéményseprő; ford. Csulák Mihály, ill. Zelenák Crescencia; Ifjúsági, Bp., 1952 (Kispajtások mesekönyve)
- Vendég áll a házhoz. Válogatott versek; vál. Bojtár Endre, ford. Bede Anna et al., utószó Dobossy László; Magyar Helikon, Bp., 1965
- Huszonnégy évet élt. Válogatott versek; ford. Monoszlóy M. Dezső, bev. Břetislav Truhlár; Szépirodalmi, Bratislava, 1961
- Ballada az álomról; ford. Zádor András et al.; Magyar Helikon–Európa, Bp., 1974